# Per tutte le volte che...
Per tutte le volte che... è il secondo album in studio del cantante italiano Valerio Scanu, pubblicato il 19 febbraio 2010 dall'etichetta discografica EMI.

## Il disco
L'album è stato pubblicato due giorni dopo la pubblicazione del primo singolo e title track Per tutte le volte che... con il quale il cantante ha vinto il Festival di Sanremo 2010.
Il disco è composto da nove brani inediti, registrati tra l'Italia e Londra, il cui tema prevalente è l'amore in tutte le sue forme. Il brano Il Dio d'America, invece, rappresenta la reazione di un popolo nei confronti di un leader politico da loro considerato quasi come un Dio.
Nel disco è stato incluso anche un video nel quale il cantante commenta i diversi pezzi.

## Tracce
1. Per tutte le volte che... – 3:58 (Pierdavide Carone)
2. Indissolubile – 3:30 (Saverio Grandi, Emiliano Cecere)
3. Mi manchi tu – 3:45 (Massimo Greco)
4. Quando parlano di te – 4:08 (Saverio Grandi, Alberto Pioppi)
5. Mai dimenticata – 4:08 (Saverio Grandi)
6. Credi in me – 3:31 (Kaballà, Luca Chiaravalli)
7. Il Dio d'America – 3:19 (Simone Annicchiarico, Gianluca Paiella)
8. Miele – 3:42 (Saverio Grandi)
9. Così distante – 4:16 (Kaballà, Luca Mattioni, Beppe Dettori)

## Formazione
- Valerio Scanu - voce
- Francesco Musacco - programmazione
- Massimo Varini - chitarra, basso
- Emiliano Fantuzzi - chitarra
- Luca Mattioni - pianoforte, cori, programmazione, Fender Rhodes
- Max Costa - programmazione
- Paolo Costa - basso
- Alfredo Golino - batteria
- Dado Parisini - tastiera
- Giacomo Epifani - chitarra elettrica
- Ash Soan - batteria
- Biagio Sturiale - chitarra elettrica
- Silvio Masanotti - chitarra
- Joe Dusio - basso
- Stephen Lipson - chitarra
- Pete Murray - tastiera
- Luca Visigalli - basso
- Saverio Grandi - tastiera, programmazione, chitarra acustica, pianoforte, chitarra elettrica
- Cesare Chiodo - basso
- Diego Corradin - batteria, percussioni
- Gianluca Paiella - tastiera, batteria, basso, chitarra elettrica
- Simone Annicchiarico - chitarra acustica
- Luca Chiaravalli - tastiera, programmazione, chitarra acustica, chitarra elettrica, pianoforte, Fender Rhodes
- Vittorio Giannelli - pianoforte, cori, programmazione
- Fabrizio Leo - chitarra acustica, chitarra elettrica
- Simone Bertolotti - tastiera, pianoforte, Fender Rhodes
- Beppe Dettori - cori

## Successo commerciale
L'album raggiunge come posizione massima la 1ª della Classifica FIMI Album. 
L'album è stato successivamente certificato disco d'oro per le oltre 35 000 copie vendute.
Le vendite dell'album sono state supportate anche dalle vendite dei singoli, tra cui spicca l'unico singolo certificato dalla FIMI, il primo estratto e title track Per tutte le volte che..., certificato disco di platino per aver venduto oltre 30 000 copie in digitale.
Per tutte le volte che... risulta essere il 48º album più venduto in Italia nel 2010 secondo la classifica di fine anno stilata sempre da FIMI.

## Classifiche

### Posizioni massime
| Classifica (2010) | Posizione massima |
| ----------------- | ----------------- |
| Italia            | 1                 |

### Classifiche di fine anno
| Classifica (2010) | Posizione |
| ----------------- | --------- |
| Italia            | 48        |